# Die ZhuZhus
Die ZhuZhus (Originaltitel: The ZhuZhus; früher bekannt als: Polly and the ZhuZhu Pets) ist eine kanadisch-amerikanische Zeichentrickserie, basierend auf der ZhuZhu Pets-Franchise. Die Serie wurde erst auf Disney Channel in den Vereinigten Staaten am 12. September 2016 gezeigt.
In Deutschland wurde die erste Episode am 8. Mai 2017 von Moviebreak vorgestellt. Die Serie läuft seit dem 29. Mai 2017 auf Disney Channel.

## Handlung
Die ZhuZhus erzählt über die 8-jährige Frankie Pamplemousse, wie sie in Anytown mit ihren vier sprechenden Hamstern lebt.

## Figuren
- Frankie Pamplemousse (Ursprünglich benannt: Polly Pamplemousse).
- Pipsqueak – Anführerin der ZhuZhus. Sie war Frankies erster Hamster.
- Mr. Squiggles – Genie und Erfinderhamster.
- Num Nums – trägt eine Brille und ist sehr freundlich.
- Chunk – ist verfressen und nicht sehr intelligent, aber ziemlich stark.
- Ellen Pamplemousse – Mutter von Frankie Pamplemousse, und häufig am essen.
- Stanley Pamplemousse – Vater von Frankie Pamplemousse.

## Synchronisation
Die deutsche Synchronfassung entstand bei SDI Media Germany unter der Regie und nach einem Dialogbuch von Irina von Bentheim.
| Name                 | Originalsprecher | Deutscher Synchronsprecher |
| -------------------- | ---------------- | -------------------------- |
| Frankie Pamplemousse | Jenna Warren     | Sarah Tkotsch              |
| Pipsqueak            | Tajja Isen       | Romina Langenhan           |
| Mr. Squiggles        | Richard Binsley  | Wolfgang Ziffer            |
| Num Nums             | Stephany Seki    | Juana-Maria von Jascheroff |
| Chunk                | Robert Tinkler   | Tim Sander                 |
| Ellen Pamplemousse   | Stacey DePass    | Daniela Hoffmann           |
| Stanley Pamplemousse | Zachary Bennett  | Jaron Löwenberg            |

## Episoden
| Nr. | Deutscher Titel              | Originaltitel               | Erstausstrahlung USA                                  | Deutschsprachige Erstausstrahlung (D)         | Regie        | Drehbuch        |
| --- | ---------------------------- | --------------------------- | ----------------------------------------------------- | --------------------------------------------- | ------------ | --------------- |
| 1a  | ZhuZhus Luftschloss          | Happy Bounciversary         | 12. Sep. 2016                                         | 8. Mai 2017 (online) 2. Juni 2017 (Fernseher) | Mike Fallows | Laurie Elliott  |
| 1b  | Sprühender Charme            | Say It Don't Spray It       | 12. Sep. 2016                                         | 8. Mai 2017 (online) 2. Juni 2017 (Fernseher) | Mike Fallows | Laurie Elliott  |
| 2a  | Der Glückshandschuh          | Home Run Hamsters           | 13. Sep. 2016                                         | 29. Mai 2017                                  | Mike Fallows | Hugh Duffy      |
| 2b  | ZhuZhus auf Einkaufstour     | Chip off the Old Chunk      | 13. Sep. 2016                                         | 29. Mai 2017                                  | Mike Fallows | Miles Smith     |
| 3a  | Die Hunde-Sitter             | Walter-Gate                 | 14. Sep. 2016                                         | 30. Mai 2017                                  | Mike Fallows | Shawn Kalb      |
| 3b  | Der Hausmeister-Tag          | Janitor Day                 | 14. Sep. 2016                                         | 30. Mai 2017                                  | Mike Fallows | Terry McGurrin  |
| 4a  | Das U-Boot Abenteuer         | Goldfish Fingers            | 15. Sep. 2016                                         | 31. Mai 2017                                  | Mike Fallows | Richard Clark   |
| 4b  | Der Skateboard-Star          | Skate-lebrity               | 15. Sep. 2016                                         | 31. Mai 2017                                  | Mike Fallows | Richard Clark   |
| 5a  | Gruselige Übernachtungsgäste | Zombie Sleep Over           | 16. Sep. 2016                                         | 1. Juni 2017                                  | Mike Fallows | Miles Smith     |
| 5b  | Das Go-Kart-Rennen           | The No-Kart Race            | 16. Sep. 2016                                         | 1. Juni 2017                                  | Mike Fallows | Scott Albert    |
| 6a  | In der Höhle des Löwen       | Storming the Cat Castle     | 7. Okt. 2016                                          | 5. Juni 2017                                  | Mike Fallows | Scott Albert    |
| 6b  | Ha-Ha-Hamster                | Ha Ha Hamsters              | 7. Okt. 2016                                          | 5. Juni 2017                                  | Mike Fallows | Richard Clark   |
| 7a  | Der Hamster Triathlon        | Fur-Vivor                   | 21. Okt. 2016                                         | 6. Juni 2017                                  | Mike Fallows | Andrew Harrison |
| 7b  | Zhuper-Girl Frankie          | Zhuper Girl                 | 21. Okt. 2016                                         | 6. Juni 2017                                  | Mike Fallows | Miles Smith     |
| 8a  | Die Flugschule               | Wingin' It                  | 15. Januar 2017 (online) 11. Februar 2017 (Fernseher) | 16. Juni 2017                                 | Mike Fallows | Laurie Elliot   |
| 8b  | Frankies bester Freund       | Friendship Friend-zy        | 15. Januar 2017 (online) 11. Februar 2017 (Fernseher) | 16. Juni 2017                                 | Mike Fallows | Scott Albert    |
| 9a  | Die ZhuZhus rocken           | Dreams O’Clock              | 21. Jan. 2017                                         | 8. Juni 2017                                  | Mike Fallows | Andrew Harrison |
| 9b  | Der Camping-Ausflug          | Badge to the Bone           | 21. Jan. 2017                                         | 8. Juni 2017                                  | Mike Fallows | Evany Rosen     |
| 10a | Zukunftsmusik                | Full Groan                  | 22. Jan. 2017                                         | 9. Juni 2017                                  | Mike Fallows | Evany Rosen     |
| 10b | Eiertanz                     | The Shell Game              | 22. Jan. 2017                                         | 9. Juni 2017                                  | Mike Fallows | Laurie Elliott  |
| 11a | Das Regenbogen-Känguru       | If Wishes Were Rainbows     | 28. Jan. 2017                                         | 12. Juni 2017                                 | Mike Fallows | Miles Smith     |
| 11b | Geschichtenerzähler          | Deja Zhu                    | 28. Jan. 2017                                         | 12. Juni 2017                                 | Mike Fallows | Terry McGurrin  |
| 12a | Top oder Flop?               | A Total Bust a Move         | 29. Jan. 2017                                         | 13. Juni 2017                                 | Mike Fallows | Andrew Harrison |
| 12b | Alles inklusive              | The Grand ZhuZhu Pets Hotel | 29. Jan. 2017                                         | 13. Juni 2017                                 | Mike Fallows | Andrew Harrison |
| 13a | Die Silvester-Party          | Zhu Years Eve               | 7. Jan. 2017                                          | 7. Juni 2017                                  | Mike Fallows | Andrew Harrison |
| 13b | Das Keksdosen-Drama          | Lookies for Cookies         | 7. Jan. 2017                                          | 7. Juni 2017                                  | Mike Fallows | Alex Ganetakos  |
| 14a | Die Kürbis-Flüstere          | The Pumpkin Whisperers      | 4. Feb. 2017                                          | 14. Juni 2017                                 | Mike Fallows | Richard Clark   |
| 14b | Zhuperkräfte                 | Zhuper Zhide Kicks          | 4. Feb. 2017                                          | 14. Juni 2017                                 | Mike Fallows | Miles Smith     |
| 15a | Die Alien-Invasion           | The Wrong Stuff             | 5. Feb. 2017                                          | 15. Juni 2017                                 | Mike Fallows | Richard Clark   |
| 15b | Dein Freund, die Spinne      | Chunklette's Web            | 5. Feb. 2017                                          | 15. Juni 2017                                 | Mike Fallows | Alex Ganetakos  |
| 16a | Bestsellerautorin Frankie    | Story Book It               | 17. Juni 2017                                         | 5. Sep. 2017                                  | —            | —               |
| 16b | Eine haarige Geschichte      | Hairible Mistake            | 17. Juni 2017                                         | 6. Sep. 2017                                  | —            | —               |
| 17a | Hamster-Käufe                | Weathering Heights          | 24. Juni 2017                                         | 7. Sep. 2017                                  | —            | —               |
| 17b | Zhuper-Girls Rückkehr        | Trashing of Zhuper Girl     | 24. Juni 2017                                         | 8. Sep. 2017                                  | —            | —               |